# آوریش
شهر آوریش (به آلمانی: Aurich) در ایالت نیدرزاکسن در کشور آلمان واقع شده است.